# Перша ліга Туреччини з футболу
Перша ліга Туреччини з футболу (тур. TFF 1. Lig) — друга за силою футбольна ліга в Туреччині. Як самостійна ліга була запущена в 2001 році, після реорганізації Другої ліги, яка з 1963 по 2001 року була другою за значущістю.

## Регламент
У лізі бере участь 18 команд, матчі проходять у два кола. По завершенні чемпіонату переможець і друга команда підіймається до Суперліги, а клуби, що зайняли місця з третього по шосте грають між собою стикові матчі на право підвищення у класі. Процес плей-оф простий, між собою у півфіналі в два матчі вдома і на виїзді грають пари третє місце — шосте місце і четверте — п'яте місце, переможці пар виходять у фінал, де вирішують хто вийде в Суперлігу. Своєю чергою три команди, які посядуть останні місця вирушають до Другої ліги, на їх місце аналогічно підіймаються найкращі два клуби другої ліги і переможець плей-оф.

## Переможці
| Сезон   | Чемпіон              | Срібний призер       | Бронзовий призер/ Переможець плей-оф |
| 2001/02 | Алтай                | Елязигспор           | Аданаспор                            |
| 2002/03 | Коньяспор            | Чайкур Різеспор      | Себатспор                            |
| 2003/04 | Сакар'яспор          | Кайсеріспор          | Анкараспор                           |
| 2004/05 | Сівасспор            | Манісаспор           | Кайсері Ерджіясспор                  |
| 2005/06 | Бурсаспор            | Антальяспор          | Сакар'яспор                          |
| 2006/07 | Хаджеттепеспор       | Істанбул Башакшехір  | Касимпаша                            |
| 2007/08 | Коджаеліспор         | Антальяспор          | Ескішехірспор                        |
| 2008/09 | Манісаспор           | Діярбакирспор        | Касимпаша                            |
| 2009/10 | Кардемір Карабюкспор | Буджаспор            | Коньяспор                            |
| 2010/11 | Мерсін Ідманюрду     | Самсунспор           | Ордуспор                             |
| 2011/12 | Акхісар Беледієспор  | Елязигспор           | Касимпаша                            |
| 2012/13 | Кайсері Ерджіясспор  | Чайкур Різеспор      | Коньяспор                            |
| 2013/14 | Істанбул Башакшехір  | Баликесірспор        | Мерсін Ідманюрду                     |
| 2014/15 | Кайсеріспор          | Османлиспор          | Антальяспор                          |
| 2015/16 | Аданаспор            | Кардемір Карабюкспор | Аланіяспор                           |
| 2016/17 | Сівасспор            | Єні Малатьяспор      | Гезтепе                              |
| 2017/18 | Чайкур Різеспор      | Анкарагюджю          | ББ Ерзурумспор                       |
| 2018/19 | Денізліспор          | Генчлербірлігі       | Газіантеп                            |
| 2019/20 | Хатайспор            | ББ Ерзурумспор       | Фатіх Карагюмрюк                     |
| 2020/21 | Аданаспор            | Гіресунспор          | Алтай                                |
| 2021/22 | Анкарагюджю          | Умранієспор          | Істанбулспор                         |
| 2022/23 | Самсунспор           | Чайкур Різеспор      | Пендікспор                           |
| 2023/24 | Еюпспор              | Гезтепе              | Бодрум                               |
| 2024/25 | Коджаеліспор         | Генчлербірлігі       | Фатіх Карагюмрюк                     |